# Euxestonotus hasselbalchi
Euxestonotus hasselbalchi är en stekelart som beskrevs av Peter Neerup Buhl 1995. Euxestonotus hasselbalchi ingår i släktet Euxestonotus och familjen gallmyggesteklar. Arten är reproducerande i Sverige. Inga underarter finns listade i Catalogue of Life.